# Organizacja normalizacyjna
Organizacja normalizacyjna – instytucja zajmująca się opracowywaniem, tłumaczeniem z innych wersji językowych, przyjmowaniem i rozpowszechnianiem norm oraz innych dokumentów normalizacyjnych.
Przedstawiciele narodowych organizacji normalizacyjnych biorą udział w opracowywaniu nowych norm przez międzynarodową organizację normalizacyjną ISO (International Organization for Standardization) oraz Europejski Komitet Normalizacyjny  CEN (fr. Comité Européen de Normalisation).
W Polsce rolę narodowej organizacji normalizacyjnej pełni Polski Komitet Normalizacyjny (PKN).